# Gunnar Prokop
Gunnar Prokop, né le 11 juillet 1940 à Sankt Pölten est un entraîneur autrichien de handball. De 1972 à 2009, il est l'entraîneur du club de Hypo Niederösterreich avec qui il remporte de nombreux titres, dont 8 Ligue des champions, principalement dans les années 1990 et 33 titres sans interruption entre 1977 et 2009. Il a d'ailleurs été élu entraineur du siècle par la Fédération européenne de handball.

## Biographie

### «Affaire Prokop»
En 2009, il démissionne des suites de l'« affaire Prokop », largement médiatisée : lors du match de Ligue des champions opposant son club Hypo Niederösterreich à Metz Handball, Prokop, entraîneur du club autrichien, pénètre sur le terrain à 59 minutes et 53 secondes du match et un score de 27 à 27 et entre volontairement en collision avec une joueuse du club français afin d'interrompre une contre-attaque potentiellement décisive. Ce comportement anti-sportif grave, rarissime à ce niveau de compétition, lui vaudra une lourde sanction par l'EHF, finalement largement réduite en appel.

### Vie privée
En 1965, il épouse Liese Sykora, une pentathlète dont il a été l'entraîneur. Ensemble, ils ont eu deux fils et une fille.